# Seznam druhů rostlin obsažených v CITES
Seznam uvádí druhy (čeledi atd.) rostlin, které EU chrání úmluvou CITES.
Kategorie jsou uvedeny v podobě příloh nařízení Komise (EU) č. 1320/2014 o ochraně druhů volně žijících živočichů a planě rostoucích rostlin regulováním obchodu s nimi, které jsou právně závazné pro Českou republiku. Tyto kategorie nejsou identické s původními kategoriemi úmluvy CITES I, II a III, zařazení daného druhu či taxonu do původních kategorií je uvedeno ve sloupci CITES.
Seznam neobsahuje jen jednotlivé druhy, ale i celé čeledi, rody či jejich části.

## Přílohy

### Příloha A
Tato kategorie obsahuje rostliny bezprostředně ohrožené vyhynutím. Mezinárodní obchod s nimi nebo jejich komerční využívání jsou zakázány a povolují se pouze výjimečně (např. pro vědecké účely, u starožitností apod.).
| Latinský název druhu/taxonu             | CITES | Obecný název                   | Poznámka |
| --------------------------------------- | ----- | ------------------------------ | -------- |
| Abies guatemalensis                     | I     | jedle guatemalská              |          |
| Agave parviflora                        | I     | agáve malokvětá                |          |
| Aloe albida                             | I     | aloe                           |          |
| Aloe albiflora                          | I     | aloe                           |          |
| Aloe alfredii                           | I     | aloe                           |          |
| Aloe bakeri                             | I     | aloe                           |          |
| Aloe bellatula                          | I     | aloe                           |          |
| Aloe calcairophila                      | I     | aloe                           |          |
| Aloe compressa                          | I     | aloe                           |          |
| Aloe delphinensis                       | I     | aloe                           |          |
| Aloe descoingsii                        | I     | aloe                           |          |
| Aloe fragilis                           | I     | aloe                           |          |
| Aloe haworthioides                      | I     | aloe                           |          |
| Aloe helenae                            | I     | aloe                           |          |
| Aloe laeta                              | I     | aloe                           |          |
| Aloe parallellifolia                    | I     | aloe                           |          |
| Aloe parvula                            | I     | aloe                           |          |
| Aloe pillansii                          | I     | aloe                           |          |
| Aloe polyphylla                         | I     | aloe                           |          |
| Aloe rauhii                             | I     | aloe                           |          |
| Aloe suzannae                           | I     | aloe                           |          |
| Aloe thorncroftii                       | I     | aloe                           |          |
| Aloe versicolor                         | I     | aloe                           |          |
| Aloe vossii                             | I     | aloe                           |          |
| Araucaria araucana                      | I     | blahočet chilský, araukárie    |          |
| Ariocarpus spp.                         | I     | kaktus                         |          |
| Astrophytum asterias                    | I     | astrofyt ježovkový, astrofytum |          |
| Aztekium ritteri                        | I     | kaktus                         |          |
| Balmea stormiae                         | I     |                                |          |
| Cephalanthera cucullata                 | II    | okrotice                       |          |
| Ceratozamia spp.                        | I     |                                |          |
| Ceropegia chrysanta                     | II    | svícník, ceropegia             |          |
| Coryphantha werdermannii                | I     | kaktus                         |          |
| Culcita macrocarpa                      | II    | “stromová kapradina”           |          |
| Cycas beddomei                          | I     | cykas                          |          |
| Cypripedium calceolus                   | II    | střevíčník pantoflíček         |          |
| Dalbergia nigra                         | I     | brazilské růžové dřevo         |          |
| Dendrobium cruentum                     | I     | orchidea                       |          |
| Discocactus macdougallii                | I     | kaktus                         |          |
| Discocactus spp.                        | I     | kaktus                         |          |
| Dudleya stolonifera                     | I     |                                |          |
| Dudleya traskiae                        | I     |                                |          |
| Echinocereus ferreirianus var. lindsayi | I     | kaktus                         |          |
| Echinocereus schmollii                  | I     | kaktus                         |          |
| Encephalartos spp.                      | I     |                                |          |
| Escobaria minima                        | I     | kaktus                         |          |
| Escobaria sneedii                       | I     | kaktus                         |          |
| Euphorbia ambovombensis                 | I     | pryšec, euforbie               |          |
| Euphorbia cremersii                     | I     | pryšec, euforbie               |          |
| Euphorbia cylindrifolia                 | I     | =477 pryšec, euforbie          |          |
| Euphorbia decaryi                       | I     | pryšec, euforbie               |          |
| Euphorbia francoisii                    | I     | pryšec, euforbie               |          |
| Euphorbia handiensis                    | II    | pryšec, euforbie               |          |
| Euphorbia lambii                        | II    | pryšec, euforbie               |          |
| Euphorbia moratii                       | I     | pryšec, euforbie               |          |
| Euphorbia parvicyathophora              | I     | pryšec, euforbie               |          |
| Euphorbia quartziticola                 | I     | pryšec, euforbie               |          |
| Euphorbia stygiana                      | II    | pryšec, euforbie               |          |
| Euphorbia tulearensis                   | I     | pryšec, euforbie               |          |
| Fitzroya cupressoides                   | I     | cypřiš chilský, alerce, lahuan |          |
| Fouquieria fasciculata                  | I     |                                |          |
| Fouquieria purpusii                     | I     |                                |          |
| Goodyera macrophylla                    | II    | smrkovník                      |          |
| Chigua spp.                             | I     |                                |          |
| Chysalidocarpus decipiens               | II    |                                |          |
| Laelia jongheana                        | I     | orchidea                       |          |
| Laelia lobata                           | I     | orchidea                       |          |
| Liparis loeselii                        | II    | hlízovec Loeselův              |          |
| Mammillaria pectinifera                 | I     | mamilárie                      |          |
| Mammillaria solisioides                 | I     | mamilárie                      |          |
| Melocactus conoideus                    | I     | kaktus                         |          |
| Melocactus deinacanthus                 | I     | kaktus                         |          |
| Melocactus glaucescens                  | I     | kaktus                         |          |
| Melocactus paucispinus                  | I     | kaktus                         |          |
| Microcycas calocoma                     | I     |                                |          |
| Nepenthes khasiana                      | I     | láčkovka inická                |          |
| Nepenthes rajah                         | I     | láčkovka obrovská              |          |
| Obregonia denegrii                      | I     | kaktus                         |          |
| Ophrys argolica                         | II    | tořič                          |          |
| Ophrys lunulata                         | II    | tořič                          |          |
| Orchis scopulorum                       | II    | tořič                          |          |
| Orothamnus zeyheri                      | I     |                                |          |
| Pachycereus militaris                   | I     | kaktus                         |          |
| Pachypodium ambongense                  | I     |                                |          |
| Pachypodium baronii                     | I     |                                |          |
| Pachypodium decaryi                     | I     |                                |          |
| Paphiopedilum spp.                      | I     | střevičník                     |          |
| Pediocactus bradyi                      | I     | kaktus                         |          |
| Pediocactus despainii                   | I     | kaktus                         |          |
| Pediocactus knowltonii                  | I     | kaktus                         |          |
| Pediocactus paradinei                   | I     | kaktus                         |          |
| Pediocactus peeblesianus                | I     | kaktus                         |          |
| Pediocactus sileri                      | I     | kaktus                         |          |
| Pediocactus winkleri                    | I     | kaktus                         |          |
| Pelecyphora spp.                        | I     | sekerovec                      |          |
| Peristeria elata                        | I     | orchidea                       |          |
| Phragmipedium spp.                      | I     | orchidea                       |          |
| Pilgerodendron uviferum                 | I     |                                |          |
| Podocarpus parlatorei                   | I     | manio                          |          |
| Protea odorata                          | I     |                                |          |
| Renanthera imschootiana                 | I     | orchidea                       |          |
| Sarracenia alabamensis alabamensis      | I     | špirlice                       |          |
| Sarracenia jonesii                      | I     | špirlice                       |          |
| Sarracenia oreophila                    | I     | špirlice                       |          |
| Saussurea costus                        | I     | chrpovník                      |          |
| Sclerocactus brevihamatus               | I     | kaktus                         |          |
| Sclerocactus erectocentrus              | I     | kaktus                         |          |
| Sclerocactus glaucus                    | I     |                                |          |
| Sclerocactus mariposensis               | I     | kaktus                         |          |
| Sclerocactus mesae-verdae               | I     |                                |          |
| Sclerocactus papyracanthus              | I     | kaktus                         |          |
| Sclerocactus pubispinus                 | I     | kaktus                         |          |
| Sclerocactus wrightiae                  | I     | kaktus                         |          |
| Spiranthes aestivalis                   | II    | švihlík                        |          |
| Stangeria eriopus                       | I     |                                |          |
| Strombocactus disciformis               | I     | kaktus                         |          |
| Turbinicarpus spp.                      | I     | kaktus                         |          |
| Uebelmannia spp.                        | I     | kaktus                         |          |

### Příloha B
Tato kategorie zahrnuje rostliny, které by mohly být ohroženy, kdyby mezinárodní obchod s nimi nebyl regulován, dále rovněž druhy snadno zaměnitelné s druhy kategorie A a druhy ohrožující ekologickou stabilitu.
| Latinský název druhu/taxonu | CITES | Obecný název                                                                  | Poznámka                                |
| --------------------------- | ----- | ----------------------------------------------------------------------------- | --------------------------------------- |
| Agave victoriae-reginae     | II    | agáve královská                                                               |                                         |
| Aloe spp. (kromě Aloe vera) | II    | aloe                                                                          |                                         |
| Anacampseros spp.           | II    |                                                                               |                                         |
| Aquilaria spp.              |       | orlí dřevo, lignum aloes, lignum aquilariae, „agarwood“                       | dříve v příloze B Aquilaria malaccensis |
| Araucaria araucana          | II    | blahočet chilský, araukárie                                                   |                                         |
| Byblis spp.                 | II    |                                                                               |                                         |
| Cactaceae spp.              | II    | kaktusovité                                                                   |                                         |
| Caesalpinia echinata        |       | sapan ježatý pernambukové dřevo pau-brazil palo-brazil brazilský mamutí strom |                                         |
| Camellia chrysantha         | II    | kamélie žlutokvětá                                                            |                                         |
| Caryocar costaricense       | II    | aji, cagui, almendrillo                                                       |                                         |
| Cattleya trianaei (I)       | II    | orchidea                                                                      |                                         |
| Cephalotus follicularis     | II    | láčkovice australská                                                          |                                         |
| Ceropegia spp.              | II    | svícník, ceropegia                                                            |                                         |
| Cyatheaceae spp.            | II    | cyateovité, “stromové kapradiny”                                              |                                         |
| Cycadaceae spp.             | II    | cykasovité                                                                    |                                         |
| Cyclamen spp.               | II    | brambořík, cyklámen                                                           |                                         |
| Darlingtonia californica    | II    |                                                                               |                                         |
| Dicksoniaceae spp.          | II    | diksoniovité, “stromové kapradiny”                                            | pouze populace v Americe                |
| Didiereaceae spp.           | II    |                                                                               |                                         |
| Dionaea muscipula           | II    | mucholapka podivná                                                            |                                         |
| Dioscorea deltoidea         | II    |                                                                               |                                         |
| Euphorbia spp.              | II    | pryšec, euforbie                                                              |                                         |
| Fouquieria columnaris       | II    |                                                                               |                                         |
| Frerea indica               | II    |                                                                               |                                         |
| Galanthus spp.              | II    | sněženka                                                                      |                                         |
| Gonystylus spp.             |       | orlí dřevo, lignum aloes, lignum aquilariae, „agarwood“                       | přeřazeno z přílohy C                   |
| Guaiacum officinale         | II    | lignum vitae, guayacan, palo santo                                            |                                         |
| Guaiacum sanctum            | II    | lignum vitae, guayacan, palo santo                                            |                                         |
| Gyrinops spp.               |       | orlí dřevo, lignum aloes, lignum aquilariae, „agarwood“                       |                                         |
| Hedychium philippinense     | II    |                                                                               |                                         |
| Hoodia ssp.                 |       |                                                                               |                                         |
| Kalmia cuneata              | II    |                                                                               |                                         |
| Lewisia cotyledon           | II    |                                                                               |                                         |
| Lewisia maguirei            | II    |                                                                               |                                         |
| Lewisia serrata             | II    |                                                                               |                                         |
| Lewisia tweedy              | II    |                                                                               |                                         |
| Neodypsis decaryi           | II    |                                                                               |                                         |
| Nepenthes spp.              | II    | láčkovka                                                                      |                                         |
| Nolina interrata            | I     | nolina                                                                        |                                         |
| Operculicarya decaryi       | II    |                                                                               |                                         |
| Operculicarya hyphaenoides  | II    |                                                                               |                                         |
| Operculicarya pachypus      | II    |                                                                               |                                         |
| Oreomunnea pterocarpa       | II    |                                                                               |                                         |
| Orchidaceae spp.            | II    | vstavačovité                                                                  |                                         |
| Pachypodium spp.            | II    |                                                                               |                                         |
| Panax ginseng               | II    | ženšen pravý, všehoj ženšenový                                                | pouze populace v Ruské federaci         |
| Panax quinquefolius         | II    | všehoj americký, ženšen americký                                              |                                         |
| Pericopsis elata            | II    | afrormosia, krokrodu, assamela                                                |                                         |
| Platymiscium pleiostachyum  | II    | trebol, macawood, granadillo                                                  |                                         |
| Podophyllum hexandrum       | II    | noholist himálajský                                                           |                                         |
| Prunus africana             | II    | slivoň                                                                        |                                         |
| Pterocarpus santalinus      | II    | santal                                                                        |                                         |
| Rauvolfia serpentina        | II    | rauwolfie plazivá                                                             |                                         |
| Sarracenia spp.             | II    | špirlice                                                                      |                                         |
| Shortia galacifolia         | II    |                                                                               |                                         |
| Sternbergia spp.            | II    | lužanka, sternbergie                                                          |                                         |
| Swietenia humilis           | II    | svitenie honduraská, mahagon honduraský                                       |                                         |
| Swietenia mahagoni          | II    | svitenie mahagonová, mahagon kubánský                                         |                                         |
| Taxus cuspidata             |       | tis japonský                                                                  |                                         |
| Taxus fuana                 |       | tis z Asie                                                                    |                                         |
| Taxus chinensis             |       | tis čínský                                                                    |                                         |
| Taxus sumatrana             |       | tis sumaterský                                                                |                                         |
| Taxus wallichiana           | II    | tis himálajský                                                                |                                         |
| Tillandsia harrisii         | II    | tilandsie                                                                     |                                         |
| Tillandsia kammii           | II    | tilandsie                                                                     |                                         |
| Tillandsia kautskyi         | II    | tilandsie                                                                     |                                         |
| Tillandsia mauryana         | II    | tilandsie                                                                     |                                         |
| Tillandsia sprengeliana     | II    | tilandsie                                                                     |                                         |
| Tillandsia sucrei           | II    | tilandsie                                                                     |                                         |
| Tillandsia xerographica     | II    | tilandsie                                                                     |                                         |
| Vanda coerulea              | II    | tučnopysk                                                                     | změna 2005                              |
| Welwitschia mirabilis       | II    | welwitschie podivná                                                           |                                         |
| Yucca queretaroensis        | II    | yuka                                                                          |                                         |
| Zamieacae spp.              | II    | “cykasy”                                                                      |                                         |

### Příloha C
Do této kategorie patří druhy, které jsou ohroženy mezinárodním obchodem pouze v určitých zemích a jsou chráněny na návrh těchto zemí.
| Latinský název druhu/taxonu     | CITES | Obecný název                           | Stát                 | Poznámka                                   |
| ------------------------------- | ----- | -------------------------------------- | -------------------- | ------------------------------------------ |
| Cedrela fissilis                | III   | česnekovník                            | Bolívie              |                                            |
| Cedrela lilloi                  | III   | česnekovník                            | Bolívie              |                                            |
| Cedrela odorata                 | III   | česnekovník                            | Bolívie, Brazílie    | také populace v Kolumbii, Guatemale a Peru |
| Dalbergia darienensis           | III   | palisandr                              | Panama               | jen populace v Panamě                      |
| Dalbergia tucurensis            | III   | palisandr                              | Nikaragua            |                                            |
| Dipteryx panamensis             | III   | "almendro"                             | Kostarika, Nikaragua |                                            |
| Gnetum montanum                 | III   | liánovec horský                        | Nepál                |                                            |
| Magnolia liliifera var. obovata | III   | šácholan                               | Nepál                |                                            |
| Meconopsis regia                | III   |                                        |                      |                                            |
| Podocarpus neriifolius          | III   |                                        |                      |                                            |
| Quercus mongolica               | III   | dub mongolský                          | Ruská federace       |                                            |
| Swietenia macrophylla           | III   | svietenie brazilská, mahagon brazilský |                      |                                            |
| Talauma hodgsonii               | III   |                                        |                      |                                            |
| Tetracentron sinense            | III   |                                        |                      |                                            |

### Příloha D
Tato kategorie není zahrnuta v původní úmluvě CITES a patří sem druhy, jejichž dovoz na území Evropské unie je monitorován.
| Latinský název druhu/taxonu       | Obecný název       | Poznámka |
| --------------------------------- | ------------------ | -------- |
| Adenia glauca                     |                    |          |
| Adenia pechuelli                  |                    |          |
| Adenia spinosa                    |                    |          |
| Arctostaphylos uva-ursi           | medvědice lékařská |          |
| Arisaema dracontium               |                    |          |
| Arisaema erubescens               |                    |          |
| Arisaema galeatum                 |                    |          |
| Arisaema nepenthoides             |                    |          |
| Arisaema sikokianum               |                    |          |
| Arisaema thunbergii var. urashima |                    |          |
| Arisaema tortuosum                |                    |          |
| Arnica montana                    | prha arnika        |          |
| Biarum davisii ssp. marmarisense  |                    |          |
| Biarum ditschianum                |                    |          |
| Calibanus hookeri                 |                    |          |
| Ceraria carrissoana               |                    |          |
| Ceraria fruticulosa               |                    |          |
| Cetraria islandica                | pukléřka islandská |          |
| Dasylirion longissimum            |                    |          |
| Gentiana lutea                    | hořec žlutý        |          |
| Lycopodium clavatum               | Plavuň vidlačka    |          |
| Menyanthes trifoliata             | vachta trojlistá   |          |
| Othonna cacalioides               |                    |          |
| Othonna clavifolia                |                    |          |
| Othonna hallii                    |                    |          |
| Othonna herrei                    |                    |          |
| Othonna lepidocaulis              |                    |          |
| Othonna retrorsa                  |                    |          |
| Selaginella lepidophylla          | vraneček           |          |
| Trillium pusillum                 |                    |          |
| Trillium rugelii                  |                    |          |
| Trillium sessile                  |                    |          |